# Fourie du Preez
Petrus Fourie du Preez (24. března 1982 Pretorie) je bývalý jihoafrický ragbista, který hrál jako mlýnová spojka. V roce 2006 a 2009 byl v nominaci na nejlepšího ragbistu světa. Na MS 2007 se stal s jihoafrickou reprezentací mistrem světa. V roce 2002 se stal mistrem světa do dvaceti let. Také vyhrál Pohár tří zemí v roce 2004 a 2009. Za JAR odehrál 76 zápasů a připsal si 80 bodů.
Na klubové úrovni vyhrál s Blue Bulls čtyři jihoafrické tituly (2002, 2003, 2004, 2009) a tři prvenství v Super Rugby (2007, 2009, 2010). S klubem Suntory Sungoliath vyhrál třikrát japonskou ligu (2012, 2013, 2016) a v sezoně 2011/12 i Japonský pohár.

## Klubová kariéra
- 2002 – 2011 Blue Bulls
- 2011 – 2016 Suntory Sungoliath